# De Tomaso Longchamp
De Tomaso Longchamp är en Gran turismo, tillverkad av den italienska biltillverkaren De Tomaso mellan 1972 och 1986.

## Historik
De Tomaso Longchamp var närmast en coupé-version av Deauville-modellen, med kortare hjulbas. Motor och hjulupphängningar var desamma som på den stora sedanen. Karossen ritades av Tom Tjaarda hos Ghia.

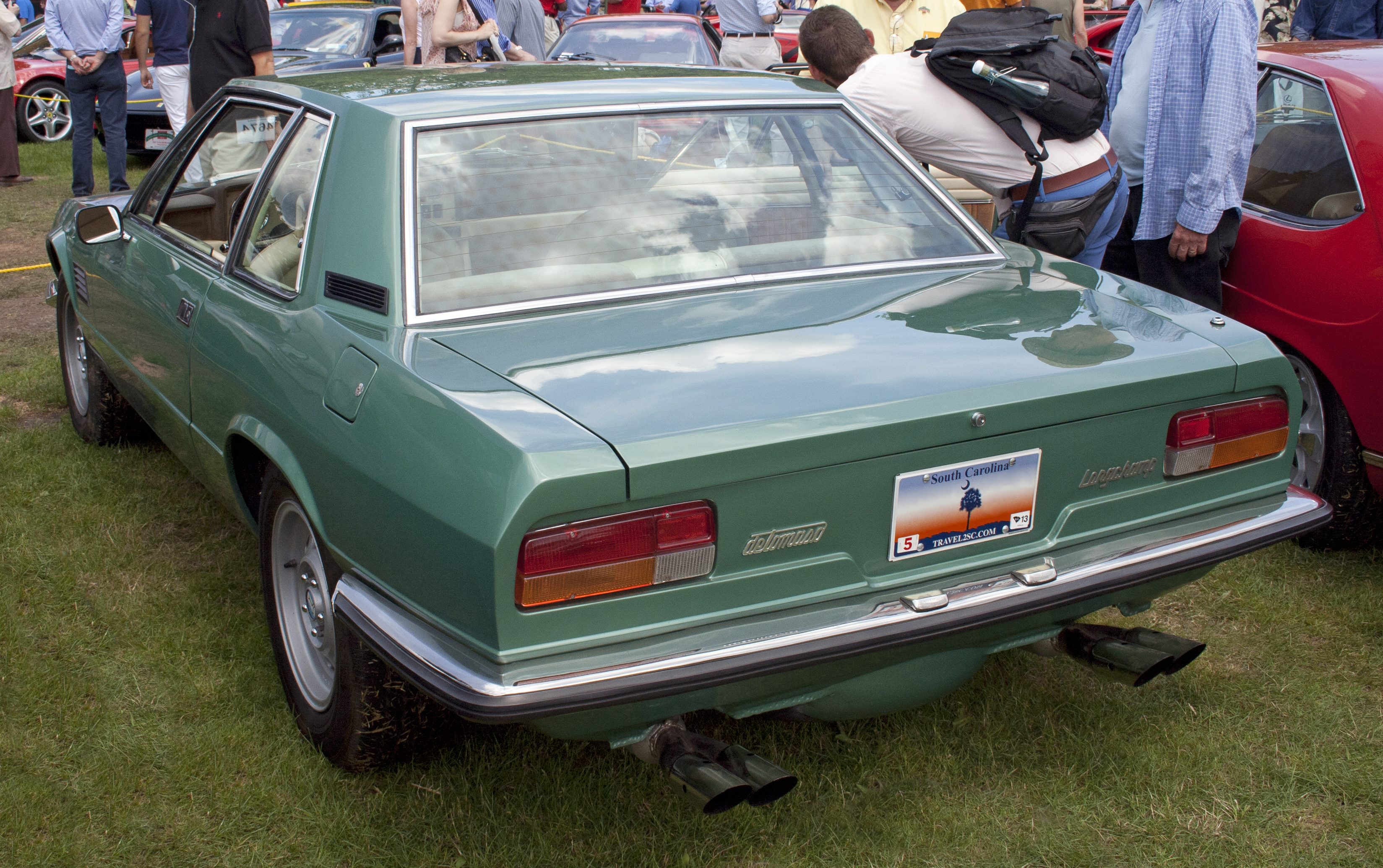
1974 Longchamp bakifrån

1980 tillkom en GTS-variant, med lätt modifierad kaross, samt en cabriolet-version, byggd av Carrozzeria Pavesi i Milano. Sammanlagt byggdes 395 coupéer, samt 14 av de i än större utsträckning handbyggda cabrioleterna. Pavesi konverterade också en del coupéer till cabriolet.